# Холодок Палляса
Холодок Палляса, холодок Палласа (Asparagus pallasii) — вид рослин з родини холодкових (Asparagaceae), поширений у Румунії, Україні, Росії.

## Опис
Багаторічна рослина від 25 до 35 см заввишки. Стебло висхідне, іноді майже стелиться, порівняно тонкий, 2–3 мм в діаметрі. Квітки по 1–2 на квітконіжці. Квітки одностатеві; тичинкові квітки з червонуватою, маточкові — з рожевою оцвітиною. Ягоди округлі, ≈ 5 мм у діаметрі.
Цвіте у травні–липні, плодоносить у липні–серпні.

## Поширення
Поширений у Румунії, Україні, Росії (південь європейської частини, західний Сибір, Алтай).
В Україні вид зростає на солончаках і морських узбережжях — на півдні Степу, зрідка.

## Загрози й охорона
Загрозами є висока стенотопність виду, слабке відновлення, антропогенне навантаження (розорювання степу), на пляжах — надмірний рекреаційний вплив.
Занесений до Червоної книги Україні в статусі «Вразливий». Охороняють у Чорноморському БЗ, в РЛП «Кінбурська коса» (Миколаївська обл.), у заказнику загальнодержавного значення «Білосарайська Коса» (Донецька обл.).